# پیتر بیشاف
پیتر بیشاف (آلمانی: Peter Bischoff; ۱ ژانویهٔ ۱۹۰۴ – ۱ ژوئیهٔ ۱۹۷۶) قایقران قایق بادبانی اهل آلمان بود.